# 謝茜嘉·恩尼斯-希爾
謝茜嘉·恩尼斯-希爾女爵士，DBE（英語：Dame Jessica Ennis-Hill，1986年1月28日—）生于谢菲尔德，英國女子田径运动员。她获得2009年柏林、2015年北京世界田径锦标赛七項全能金牌，2011年大邱世界田径锦标赛七項全能银牌。2012年伦敦奥运会七項全能金牌（6955）和2016年里约奥运会七項全能银牌（6775）。

## 外部連結
- 謝茜嘉·恩尼斯-希爾在的頁面
- Jessica Ennis (official website)（页面存档备份，存于） JessicaEnnis.net
- Jessica Ennis (official Facebook Page)（页面存档备份，存于）facebook.com/JessicaEnnisOfficial
- Profile: Jessica EnnisSheffieldAthletics.co.uk
- Profile: Jessica Ennis（页面存档备份，存于） All-Athletics.com
- Profile: Jessica Ennis（页面存档备份，存于） thepowerof10.info
- Profile: Jessica Ennis Inspirational Story olympics30.com